# ستيف كوهن (كاتب)
ستيف كوهن (بالإنجليزية: Steve Cohen)‏ هو ساحر استعراضي ومقدم تلفزيوني وكاتب أمريكي، ولد في 1 فبراير 1971 في يونكيرس في الولايات المتحدة.

## وصلات خارجية
- الموقع الرسمي
- ستيف كوهن على موقع IMDb (الإنجليزية)